# Lilija Nowosielcewa
Lilija Nowosielcewa, ros. Лилия Новосельцева (z domu Tuznikowa [Тузникова], ur. 5 września 1962) – rosyjska lekkoatletka specjalizująca się w długich biegach sprinterskich. W czasie swojej kariery reprezentowała Związek Socjalistycznych Republik Radzieckich.

## Sukcesy sportowe
W 1979 r. zdobyła w Bydgoszczy dwa medale mistrzostw Europy juniorek: srebrny w biegu na 400 metrów (z czasem 51,68; za Dagmar Rübsam) oraz brązowy w sztafecie 4 x 400 metrów. W 1985 r. zdobyła tytuł halowej mistrzyni ZSRR w biegu na 400 metrów.

## Rekordy życiowe
- bieg na 200 m – 23,06 – Soczi 20/05/1984
- bieg na 400 m – 50,28 – Moskwa 20/07/1984
- bieg na 400 metrów (hala) – 52,96 – Kiszyniów 17/02/1985